# ACS Sepsi OSK Sfântu Gheorghe
Maillots
L'ACS Sepsi OSK Sfântu Gheorghe (aussi appelé Sepsi Sfântu Gheorghe, Sepsi OSK où tout simplement Sepsi) est un club roumain de football basé à Sfântu Gheorghe.
Fondé en 2011, il atteint l'élite en six ans en gravissant rapidement les échelons du système des ligues roumain. Sepsi est ainsi devenu la première équipe de Covasna, un județ à majorité Sicules, à jouer en première division.

## Historique
- 2011 : Création du club après la dissolution de l'ancien club de Sfântu Gheorghe, l'Oltul Sfântu Gheorghe.
- 2014 : Promotion en 3e division.
- 2016 : Promotion en 2e division.
- 2017 : Promotion en 1re division.

## Finance et direction
L'un des deux fondateurs et actuel propriétaire du club, László Diószegi, est un entrepreneur qui dirige la chaîne de boulangeries Diószegi.
Le club reçoit, avec plusieurs autres sponsors, un financement du gouvernement hongrois, ce qui a suscité la controverse en Roumanie. Cette aide, s'élevant à 3,2 millions d'euros (qui peut doubler si les clauses de performance sont remplies) devrait être investie exclusivement dans le développement des infrastructures du club et la section jeune.

## Bilan sportif

### Palmarès
- Championnat de Roumanie de troisième division
  - Champion : 2016
- Coupe de Roumanie
  - Vainqueur : 2022 et 2023
  - Finaliste : 2020
- Supercoupe de Roumanie
  - Vainqueur : 2022 et 2023

### Bilan européen
Note : dans les résultats ci-dessous, le score du club est toujours donné en premier.
| Saison    | Compétition             | Tour             | Club               | Domicile | Extérieur | Total             |
| --------- | ----------------------- | ---------------- | ------------------ | -------- | --------- | ----------------- |
| 2021-2022 | Ligue Europa Conférence | Deuxième tour Q  | Spartak Trnava     | 1 - 1 ap | 0 - 0     | 1 - 1 (3 - 4 tab) |
| 2022-2023 | Ligue Europa Conférence | Deuxième tour Q  | Olimpija Ljubljana | 3 - 1    | 0 - 2 ap  | 3 - 3 (4 - 2 tab) |
| 2022-2023 | Ligue Europa Conférence | Troisième tour Q | Djurgårdens IF     | 1 - 3    | 1 - 3     | 2 - 6             |
| 2023-2024 | Ligue Europa Conférence | Deuxième tour Q  | CSKA Sofia         | 4 - 0    | 2 - 0     | 6 - 0             |
| 2023-2024 | Ligue Europa Conférence | Troisième tour Q | FK Aktobe          | 1 - 1    | 1 - 0     | 2 - 1             |
| 2023-2024 | Ligue Europa Conférence | Barrages Q       | FK Bodø/Glimt      | 2 - 2    | 2 - 3 ap  | 2 - 3             |

Légende
- Victoire ou qualification pour le tour suivant
- Match nul
- Défaite ou élimination de la compétition